# León Diógenes
León Diógenes (en griego: Λέων Διογένης, romanizado: Leōn Diogenes; 1069 - 14 de agosto de 1087), conocido como porfirogéneta, era hijo del emperador bizantino Romano IV Diógenes y Eudoxia Macrembolita. Probablemente coronado coemperador durante el reinado de su padre, sirvió más tarde en los ejércitos del emperador Alejo I Comneno. No aparece en ninguna de las monedas de Romano, aunque hay al menos una carta que se refiere a él como emperador (basileo). Ana Comneno señala que tanto él como su hermano Nicéforo llevaban la diadema y el tzangio (sandalias rojas) normalmente reservados a los emperadores.

## Biografía
El nacimiento de León no está registrado en las fuentes. Tenía un hermano, Nicéforo Diógenes, cuyo nacimiento tampoco está registrado. Romano IV Diógenes y Eudoxia Macrembolita se casaron el 1 de enero de 1068, lo que significa que nacieron a fines de 1068 o principios de 1069 como mínimo, probablemente como gemelos.
Aunque fueron elevados al rango de coemperadores al nacer, ambos fueron desterrados a un monasterio junto con su madre tras la caída de Romano, donde permanecieron hasta la ascensión al trono de Alejo I Comneno en 1081, quien los tomó y los crio como a sus propios hijos.
Según el relato de Ana Comneno, León era un partidario comprometido de Alejo, quien lo instó no solo a enfrentarse a los invasores normandos al principio de su reinado, sino también a los pechenegos que habían invadido el imperio desde más allá del Danubio. Durante una de las batallas campales contra los pechenegos, León se dejó alejar del lado del emperador y, cuando se acercaba a los carros del enemigo, fue derribado y murió en el campo de batalla. 
En 1095, un impostor de León, Pseudo-Diógenes, convenció a los jefes cumanos Boniak y Tugorkan para que invadieran el Imperio bizantino, destronaran a Alejo y se instalaran como emperador. Los cumanos ocuparon Parístrio antes de ser rechazados por las fuerzas bizantinas, lideradas por Alejo.